# T.A.M.I. Show
T.A.M.I. Show é um filme/concerto lançado em 1964 pela American International Pictures. Inclui apresentações de vários músicos de  rock and roll e R&B dos Estados Unidos e Inglaterra. O concerto foi gravado no Santa Monica Civic Auditorium em 28 e 29 de outubro de 1964. Ingressos grátis foram distribuídos aos estudantes dos colégios locais. O acrônimo  "T.A.M.I." significa "Teenage Awards Music International" e "Teen Age Music International".
As melhores filmagens dos dois concertos foram combinadas em um filme, que foi lançado em 29 de dezembro de 1964. Jan and Dean apresentaram o evento e cantaram a música-tema, "Here They Come (From All Over the World)", escrita pelos compositores de Los Angeles P.F. Sloan e  Steve Barri, a canção afirmava erroneamente que os Rolling Stones eram de Liverpool. Jack Nitzsche foi o diretor musical do show.
O filme foi gravado pelo diretor Steve Binder e sua equipe do programa The Steve Allen Show, usando um precursor da TV de alta deifinição, chamado "Electronovision", inventado por Bill Sargent (H.W. Sargent, Jr). O filme foi o segundo de um pequeno número de produções que usaram este sistema. Capturando mais de 800 linhas de resolução à 25 frame/s, o vídeo poderia ser convertido em filme através do sistema kinescope gravando com resolução suficiente para permitir ampliação na tela grande. Foi considerado um dos eventos seminais no pioneirismo de filmes musicais, e mais importante, o último conceito em vídeos musicais.
T.A.M.I. Show é particularmente bem conhecido pela apresentação de James Brown, que mostra seus lendários movimentos de dança e energia explosiva. Em entrevistas, Keith Richards dos The Rolling Stones afirma que ser escolhido para tocar após Brown e os The Famous Flames foi o maior erro de suas carreiras, porque não importava quão bem eles se apresentassem, não conseguiriam ofuscar Brown. Em entrevista publicada na internet, Binder é creditado como aquele que persuadiu os Stones a tocar após James Brown, e serve como peça central para o grand finale onde todos os artistas dançam juntos no palco.
O show também apresenta as The Supremes durante seu reinado como o grupo feminino de maior sucesso da época. O grupo tinha três canções que ficaram em primeiro lugar nas paradas de julho de 1964 até dezembro de 1964, com o álbum "Where Did Our Love Go" alcançando o número dois. Diana Ross trabalharia com Binder em diversos de seus especiais para TV, incluindo sua primeira apresentação solo para um especial de televisão e seu famoso concerto no Central Park, Live from New York Worldwide: For One and for All.
Durante o show, inúmeros dançarinos de apresentavam atrás ou ao lado dos artistas, sob a direção do coreógrafo David Winters. Entre eles estavam Teri Garr e Toni Basil. De acordo com o cineasta  John Landis nos comentários do DVD para o filme, ele e seu companheiro de sétimo ano David Cassidy estavam na plateia.
Em 2006, T.A.M.I. Show foi considerado "culturalmente, historicamente ou esteticamente significativo" pela Biblioteca do Congresso americano e escolhido para preservação no National Film Registry. A Dick Clark Productions posteriormente adquiriu a propriedade do concerto de Sargent.

## Lista de artistas e grupos
- The Barbarians
- The Beach Boys
- Chuck Berry
- James Brown e The Famous Flames
- Marvin Gaye (com vocais de apoio de The Blossoms)
- Gerry & the Pacemakers
- Lesley Gore
- Jan and Dean
- Billy J. Kramer e The Dakotas
- Smokey Robinson e The Miracles
- The Rolling Stones
- The Supremes
- A banda, conhecida coletivamente como The Wrecking Crew, estava sob a direção musical de Jack Nitzsche e incluía o baterista Hal Blaine, o baixista Jimmy Bond, os guitarristas Tommy Tedesco, Bill Aken e Glen Campbell, o baixista Lyle Ritz, o pianista Leon Russell, o saxofonista Plas Johnson e outros.

## Set list
| Artista                            | Título da canção                                     |
| ---------------------------------- | ---------------------------------------------------- |
| Jan and Dean (Over credits)        | "(Here They Come) from All Over the World"           |
| Chuck Berry                        | "Johnny B. Goode"                                    |
|                                    | "Maybellene"                                         |
| Gerry and the Pacemakers           | "Maybellene"                                         |
|                                    | "Don't Let the Sun Catch You Crying"                 |
|                                    | "It's Gonna Be Alright"                              |
| Chuck Berry                        | "Sweet Little Sixteen"                               |
| Gerry and the Pacemakers           | "How Do You Do It?"                                  |
| Chuck Berry                        | "Nadine"                                             |
| Gerry and the Pacemakers           | "I Like It"                                          |
| (Smokey Robinson and) The Miracles | "That's What Love Is Made Of"                        |
|                                    | "You've Really Got a Hold on Me"                     |
|                                    | "Mickey's Monkey"                                    |
| Marvin Gaye                        | "Stubborn Kind of Fellow"                            |
|                                    | "Pride and Joy"                                      |
|                                    | "Can I Get a Witness"                                |
|                                    | "Hitch Hike"                                         |
| Lesley Gore                        | "Maybe I Know"                                       |
|                                    | "You Don't Own Me"                                   |
|                                    | "You Didn't Look Around"                             |
|                                    | "Hey Now"                                            |
|                                    | "It's My Party"                                      |
|                                    | "Judy's Turn to Cry"                                 |
| Jan and Dean                       | "The Little Old Lady from Pasadena"                  |
|                                    | "Sidewalk Surfin'"                                   |
| The Beach Boys                     | "Surfin' U.S.A."                                     |
|                                    | "I Get Around"                                       |
|                                    | "Surfer Girl"                                        |
|                                    | "Dance, Dance, Dance"                                |
| Billy J. Kramer and The Dakotas    | "Little Children"                                    |
|                                    | "Bad to Me"                                          |
|                                    | "I'll Keep You Satisfied"                            |
|                                    | "From a Window"                                      |
| The Supremes                       | "When the Lovelight Starts Shining Through His Eyes" |
|                                    | "Run, Run, Run"                                      |
|                                    | "Baby Love"                                          |
|                                    | "Where Did Our Love Go"                              |
| The Barbarians                     | "Hey Little Bird"                                    |
| James Brown and The Famous Flames  | "Out of Sight"                                       |
|                                    | "Prisoner of Love"                                   |
|                                    | "Please, Please, Please"                             |
|                                    | "Night Train"                                        |
| The Rolling Stones                 | "Around and Around"                                  |
|                                    | "Off the Hook"                                       |
|                                    | "Time Is on My Side"                                 |
|                                    | "It's All Over Now"                                  |
|                                    | "I'm Alright"                                        |
|                                    | "Let's Get Together"                                 |

## Lançamento em Home vídeo
Durante a era do VHS, nunca houve uma home vídeo autorizado de T.A.M.I. Show em sua integridade e forma original, embora cópias piratas fossem encontradas. A maioria das cópias piratas não continham a apresentação dos Beach Boys. A apresentação dos Beach Boys foi removida de todas as cópias feitas após a exibição nos cinemas devido à uma disputa de direitos autorais. Algumas performances de T.A.M.I. Show foram editadas juntamente com outras apresentações de outro filme-concerto dos mesmos produtores, The Big T.N.T. Show, para criar um trabalho híbrido chamado That Was Rock. Este filme foi lançado em home vídeo pela divisão musical da Media Home Entertainment, Music Media, em   1984. Se sentia que o lançamento era improvável devido ao custo em obter os direitos de exibição de uma lista tão extensa de artistas. (Todas as quatro canções dos Beach Boys deste show foram lançados no DVD Sights and Sounds of Summer, uma edição especial em CD/DVD de Sounds of Summer: The Very Best of The Beach Boys.)
Em 23 de março de 2010, a Shout! Factory lançou T.A.M.I. Show em versão restaurada, remasterizada digitalmente e completamente autorizada, com todas as apresentações, incluindo os The Beach Boys. Um DVD com o filme completo foi planejado para ser lançado pela First Look Studios mas subsequentemente cancelado.)
O filme completo foi mostrado no Canadá em 1984 no canal First Choice Network, no vigésimo aniversário de seu lançamento.

## Cultura popular
O grupo The Police menciona "James Brown on The T.A.M.I. Show" em sua canção de 1980 "When the World Is Running Down, You Make the Best of What's Still Around."
Casiotone for the Painfully Alone tem uma canção chamada "Lesley Gore On The TAMI Show" que aparece nos álbuns Pocket Symphonies for Lonesome Subway Cars (2001) e Advance Base Battery Life (2009).